# Saviors (album de Green Day)
 (novembre 2023).
La mise en forme du texte ne suit pas les recommandations de Wikipédia : il faut le « wikifier ».
Les points d'amélioration suivants sont les cas les plus fréquents :
- Les titres sont pré-formatés par le logiciel. Ils ne sont ni en capitales, ni en gras.
- Le texte ne doit pas être écrit en capitales (les noms de famille non plus), ni en gras, ni en italique, ni en « petit »…
- Le gras n'est utilisé que pour surligner le titre de l'article dans l'introduction, une seule fois.
- L'italique est rarement utilisé : mots en langue étrangère, titres d'œuvres, noms de bateaux, etc.
- Les citations ne sont pas en italique mais en corps de texte normal. Elles sont entourées par des guillemets français : « et ».
- Les listes à puces sont à éviter, des paragraphes rédigés étant largement préférés. Les tableaux sont à réserver à la présentation de données structurées (résultats, etc.).
- Les appels de note de bas de page (petits chiffres en exposant, introduits par l'outil «  Source ») sont à placer entre la fin de phrase et le point final[comme ça].
- Les liens internes (vers d'autres articles de Wikipédia) sont à choisir avec parcimonie. Créez des liens vers des articles approfondissant le sujet. Les termes génériques sans rapport avec le sujet sont à éviter, ainsi que les répétitions de liens vers un même terme.
- Les liens externes sont à placer uniquement dans une section « Liens externes », à la fin de l'article. Ces liens sont à choisir avec parcimonie suivant les règles définies. Si un lien sert de source à l'article, son insertion dans le texte est à faire par les notes de bas de page.
- La présentation des références doit suivre les conventions bibliographiques. Il est recommandé d'utiliser les modèles {{Ouvrage}}, {{Chapitre}}, {{Article}}, {{Lien web}} et/ou {{Bibliographie}}. Le mode d'édition visuel peut mettre en forme automatiquement les références.
- Insérer une infobox (cadre d'informations à droite) n'est pas obligatoire pour parachever la mise en page.

Pour une aide détaillée, merci de consulter Aide:Wikification.
Si vous pensez que ces points ont été résolus, vous pouvez retirer ce bandeau et améliorer la mise en forme d'un autre article.
Pour les articles homonymes, voir Savior.
Albums de Green Day
Father of All... (2020)
Singles
1. The American Dream is Killing Me
Sortie : 23 octobre 2023
2. Look Ma, No Brains !
Sortie : 7 novembre 2023
3. Dilemma
Sortie : 7 décembre 2023
4. One Eyed Bastard
Sortie : 5 janvier 2024
5. Bobby Sox
Sortie : 19 janvier 2024

Saviors (stylisé en 'SAVIORS') est le quatorzième album studio du groupe de punk rock américain Green Day qui parait le 19 janvier 2024.
Sa date de sortie, prévue pour le 19 janvier 2024 est annoncée par le groupe le 24 octobre 2023 avec la sortie du premier single The American Dream is Killing Me. Le deuxième single Look Ma, No Brains sort le 7 novembre 2023 avec l'annonce d'une tournée mondiale en 2024 en support de l'album, The Saviors Tour. Le troisième single Dilemma sort le 8 décembre 2023. Les singles suivants : One Eyed Bastard et Bobby Sox sortent respectivement le 5 janvier 2024 et 19 Janvier 2024.
Depuis l'album ¡Tré!, dernier album de la trilogie, sorti en 2012, Saviors est le premier album produit par Rob Cavallo. Revolution Radio (2016) et Father of All... (2020) n'ont pas étés produits par Cavallo.

## Genèse

### Contexte de l'album
Green Day est un groupe américain de punk rock formé en 1987 et originaire de la baie de San Francisco en Californie. Le groupe est composé depuis 1990 du guitariste et chanteur Billie Joe Armstrong, du bassiste Mike Dirnt et du batteur Tré Cool. Le groupe a 13 albums studio à son actif et près de 75 millions d'albums vendus dont 24 millions aux États-Unis.
En février 2020, le groupe sortent leur treizième album studio, intitulé Father of All Motherfuckers (Father of All... dans sa forme censurée). Cet album se démarque par sa courte durée de 25 minutes et par ses influences garage rock et pop. L'album aura un accueil mitigé auprès des fans et des critiques. L'album ne sera pas du tout représenté durant le Hella Mega Tour (2021-2022) que le groupe partage avec Fall Out Boy et Weezer à travers 29 dates en Amérique du Nord et Europe.
En 2021, les membres du groupe postent sur leurs réseaux des vidéos montrant le groupe en studio pour un projet d'abord nommé 1972, année de naissance des trois membres. Lors de l'été 2023, le groupe jouent pour la première fois au Festival d'été de Québec en live, un titre inédit nommé 1981 qui sera plus tard le sixième titre de l'album mais aucun en single n'est prévu. Les deux premiers singles de l'album, The American Dream is Killing Me et Look Ma, No Brains ! sortent respectivement le 24 octobre et 2 novembre 2023 avec l'annonce de la sortie de l'album pour janvier 2024 et une tournée mondiale en Amérique du Nord et Europe pour l'été 2024. Les deux singles suivants, Dilemma et One Eyed Bastard, sortent le 7 décembre 2023 et le 5 janvier 2024. Le cinquième single de l'album, Bobby Sox, sort avec la sortie de l'album le 19 Janvier.

## Performances commerciales
L'album débute à la 4e place des charts aux États-Unis avec 59,390 ventes la première semaine. Au Royaume-Uni, l'album se classe 1er en Angleterre et Ecosse et se vendra a 31,361 exemplaires dans sa première semaine de ventes. L'album se classe également 1er au Danemark, Hongrie et en Croatie. L'album se classe 2e en Allemagne, Australie, Autriche et en Irlande. L'album se classera 7e en France dans sa première de ventes. En Avril 2024, 108 000 aux États-Unis et près de 220 000 exemplaires dans le monde.

## Liste des chansons
| 1.    | The American Dream is Killing Me | 3:06 |
| 2.    | Look Ma, No Brains !             | 2:03 |
| 3.    | Bobby Sox                        | 3:44 |
| 4.    | One Eyed Bastard                 | 2:52 |
| 5.    | Dilemma                          | 3:18 |
| 6.    | 1981                             | 2:09 |
| 7.    | Goodnight Adeline                | 2:56 |
| 8.    | Coma City                        | 3:28 |
| 9.    | Corvette Summer                  | 3:02 |
| 10.   | Suzie Chapstick                  | 3:16 |
| 11.   | Strange Days Are Here to Stay    | 3:05 |
| 12.   | Living in the '20s               | 2:06 |
| 13.   | Father to a Son                  | 3:54 |
| 14.   | Saviors                          | 2:55 |
| 15.   | Fancy Sauce                      | 4:01 |
| 45:55 |                                  |      |

## Crédits

### Green Day
- Billie Joe Armstrong (chant, guitare, piano)
- Mike Dirnt (basse, chant)
- Tré Cool (batterie, percussions)

### Musiciens additionnels
- Rob Cavallo (guitare sur les titres 10 et 14 et piano sur le titre 10)
- Butch Walker (guitare acoustique sur le titre 7)

### Production
- Rob Cavallo (production)
- Chris Lord-Alge (mixage)

## Classements hebdomadaires
| Classement (2024)                   | Meilleure place |
| ----------------------------------- | --------------- |
| Allemagne (Media Control AG)        | 2               |
| Australie (ARIA)                    | 2               |
| Autriche (Ö3 Austria Top 40)        | 2               |
| Belgique (Flandre Ultratop)         | 6               |
| Belgique (Wallonie Ultratop)        | 5               |
| Canada (Canadian Albums Chart)      | 4               |
| Croatie (CNS IFPI)                  | 1               |
| Japon (Oricon)                      | 14              |
| Japon Albums Combinés (Oricon)      | 17              |
| Japon Hot Albums (Billboard Japan)  | 10              |
| Japon Rock Albums (Oricon)          | 3               |
| Écosse (OCC)                        | 1               |
| Espagne (Promusicae)                | 8               |
| États-Unis (Billboard 200)          | 4               |
| États-Unis (Top Alternative Albums) | 1               |
| États-Unis (Top Rock Albums)        | 1               |
| République Tchèque (CNS IFPI)       | 44              |
| Pologne (ZPAV)                      | 27              |
| Danemark Albums Vinyle (Hitlisten)  | 1               |
| Hongrie (MAHASZ)                    | 1               |
| Finlande (Suomen virallinen lista)  | 26              |
| France (SNEP)                       | 7               |
| Irlande (Irish Albums Chart)        | 2               |
| Italie (FIMI)                       | 5               |
| Nouvelle-Zélande (RIANZ)            | 6               |
| Pays-Bas (Mega Album Top 100)       | 6               |
| Portugal (AFP)                      | 7               |
| Royaume-Uni (UK Albums Chart)       | 4               |
| Royaume-Uni (Rock & Metal Albums)   | 1               |
| Suède (Sverigetopplistan)           | 46              |
| Suisse (Schweizer Hitparade)        | 3               |

| Pays                       | Certification | Ventes certifiées |
| -------------------------- | ------------- | ----------------- |
| Etats-Unis (Billboard 200) | Platine       | 108 000           |